# Grylloderes ovum
Grylloderes ovum är en insektsart som beskrevs av Andrej Vasiljevitj Gorochov 1988. Grylloderes ovum ingår i släktet Grylloderes och familjen syrsor. Inga underarter finns listade i Catalogue of Life.